# Плорд, Деррик
Деррик Плорд (англ. Derrick Plourde) — барабанщик из США, с 1989 по 2005 годы участвовал в таких панк-группах, как Lagwagon, Bad Astronaut, Mad Caddies, The Ataris и других. Всю жизнь страдал биполярным расстройством . Покончил жизнь самоубийством застрелившись из ружья 30 марта 2005 года. Его часто называют одним из самых влиятельных панк-барабанщиков современности  .

## Группы
В разное время Плорд принимал участие в следующих группах:
- Section 8 (1989–1992)
- Lagwagon (1992–1995)
- Bad Astronaut (2000–2005)
- The Ataris (1996–1997)
- Mad Caddies (2000,2003)
- Rich Kids on LSD (2002–2004)
- Jaws (2005)
- Threatend Hope

## Дискография
С Lagwagon:
- Duh (1992)
- Trashed (1994)
- Hoss (1995)

С Mad Caddies:
- EP The Holiday Has Been Cancelled (2000)
- Rock the Plank (2001)

С Bad Astronaut: Дискография Bad Astronaut

С The Ataris:
- Anywhere But Here (1997)

С Jaws:
- Death & Taxes: Volume One (2005)

## Посвящения
- Группа Lagwagon, с которой Плорд записал 3 альбома, после смерти посвятила ему альбом Resolve.
- Песня «Beat» группы Bad Astronaut, посвящённая смерти Плорда, включает барабанные партии, записанные самим Плордом незадолго до смерти.
- Кроме того, Деррик упоминается в песне NOFX «Doornails».